# Épisodes de Blaise le blasé
Cet article présente le guide des épisodes de la série télévisée Blaise le blasé.

## Épisode 1La Vie en rose
- Canada : Télétoon (VFQ) Teletoon (VA) (4 janvier 2008)
- France : France 2

## Épisode 2:Circulez, y'a rien à voir!
- Canada : Télétoon (VFQ) Teletoon (VA) (11 janvier 2008)
- France : France 2

## Épisode 3:La Joie incarnée
- Canada : Télétoon (VFQ) Teletoon (VA) (18 janvier 2008)
- France : France 2

## Épisode 4:Chère Madame Butterfly
- Canada : 25 janvier 2008 sur teletoon
- France :

## Épisode 5:L'Essence des affaires
- Canada : Télétoon (VFQ) Teletoon (VA) (1er février 2008)
- France : France 2

## Épisode 6:Sur l'autoroute de la vie
- Canada : Télétoon (VFQ) Teletoon (VA) (8 février 2008)
- France : France 2

## Épisode 7:Terreur chez les rongeurs
- Canada : Télétoon (VFQ) Teletoon (VA) (15 février 2008)
- France : France 2

## Épisode 8:L'Amour au bord des lèvres
- Canada : Télétoon (VFQ) Teletoon (VA) (22 février 2008)
- France : France 2

## Épisode 9:À un cheveu roux de l'amour
- Canada : Télétoon (VFQ) Teletoon (VA) (29 février 2008)
- France : France 2

## Épisode 10:Un ami moisi
- Canada : Télétoon (VFQ) Teletoon (VA)(7 mars 2008)
- France : France 2

## Épisode 11:Psychose sur le lac
- Canada : Télétoon (VFQ) Teletoon (VA) (14 mars 2008)
- France : France 2

## Épisode 12:Les Leblanc s'enguirlandent
- Canada : Télétoon (VFQ) Teletoon (VA) (21 mars 2008)
- France : France 2

## Épisode 13:Beau dans ta peau
- Canada : Télétoon (VFQ) Teletoon (VA) (28 mars 2008)
- France : France 2

## Épisode 14:Blaise TV
- Canada : Télétoon (VFQ) Teletoon (VA)(4 avril 2008)
- France : France 2

## Épisode 15:Adieu Sanschagrin
- Canada : Télétoon (VFQ) Teletoon (VA)(11 avril 2008)
- France : France 2

## Épisode 16:Amours frappés
- Canada : 18 avril 2008 sur télétoon
- France :

## Épisode 17:Le Hareng presque frit
- Canada : 25 avril 2008  sur télétoon
- France :

## Épisode 18:La Méthode Benji
- Canada : 2 mai 2008  sur télétoon
- France : France 2 (9 août 2008)

## Épisode 19:L’Analgésique de l’Apocalypse
- Canada : 9 mai 2008 sur télétoon
- France : France 2 (9 août 2008)

## Épisode 20:À un poil du bonheur
- Canada 16 mai 2008 sur télétoon
- France

## Épisode 21:Le saucisson de la réconciliation
- Canada 23 mai 2008 sur télétoon
- France

## Épisode 22:Blaise tourne pas rond
Vendredi et dimanche à 20H30 (heure de l'est)
- Canada 30 mai 2008 sur télétoon
- France

## Épisode 23:Comme des rats
Vendredi et dimanche à 20H30 (heure de l'est)
- Canada 6 juin 2008 sur télétoon
- France

## Épisode 24:Fugue mineure
Vendredi et dimanche à 20H30 (heure de l'est)
- Canada 13 juin 2008 sur télétoon
- France

## Épisode 25:Un vent de vente
Vendredi et dimanche à 20H30 (heure de l'est)
- Canada 20 juin 2008 sur télétoon
- France

## Épisode 26:Seize ans bien sonnés
- Québec : 27 juin 2008 sur Télétoon